# Глинисті породи

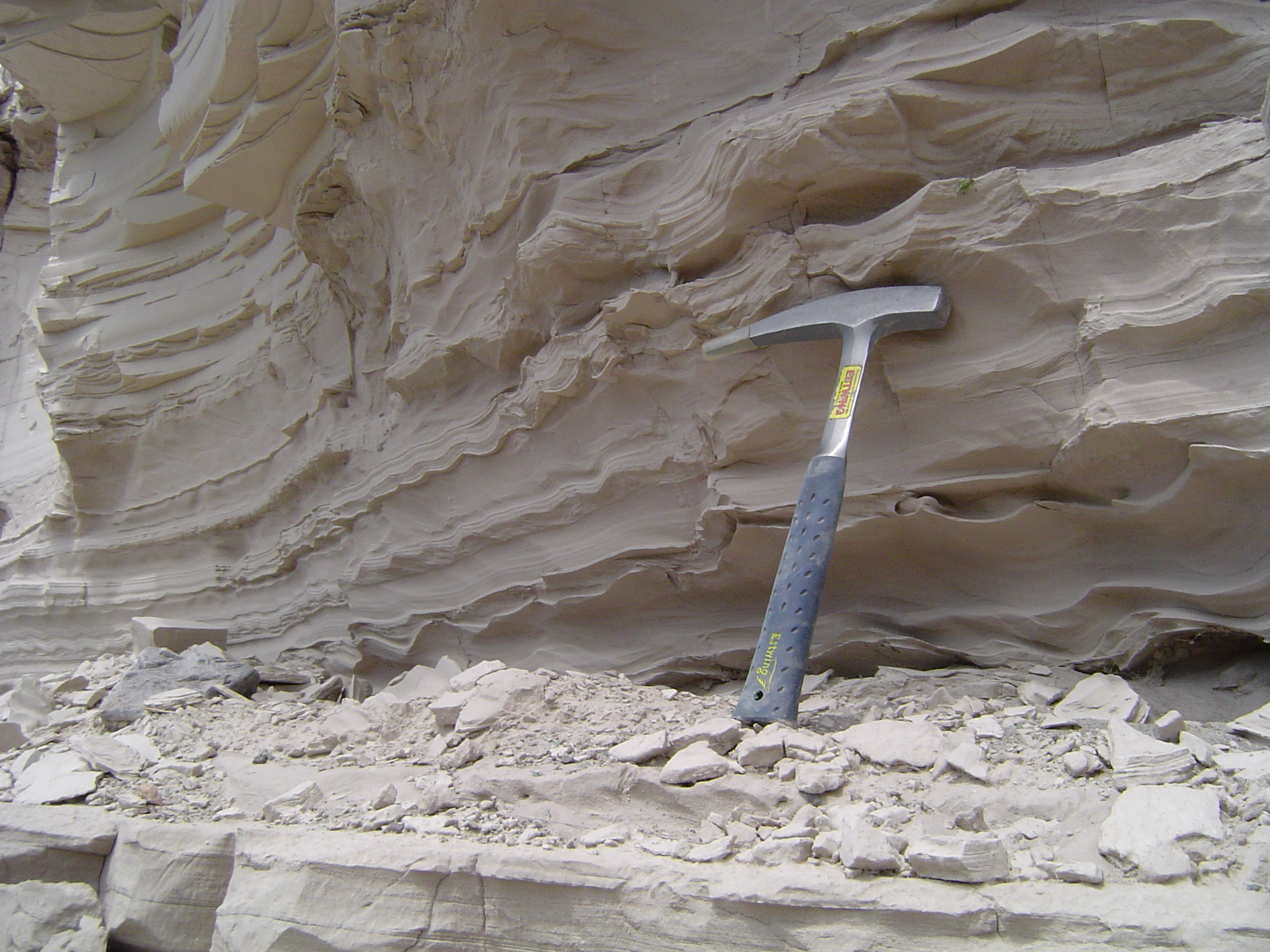
Глинистий сланець, Монтана, США

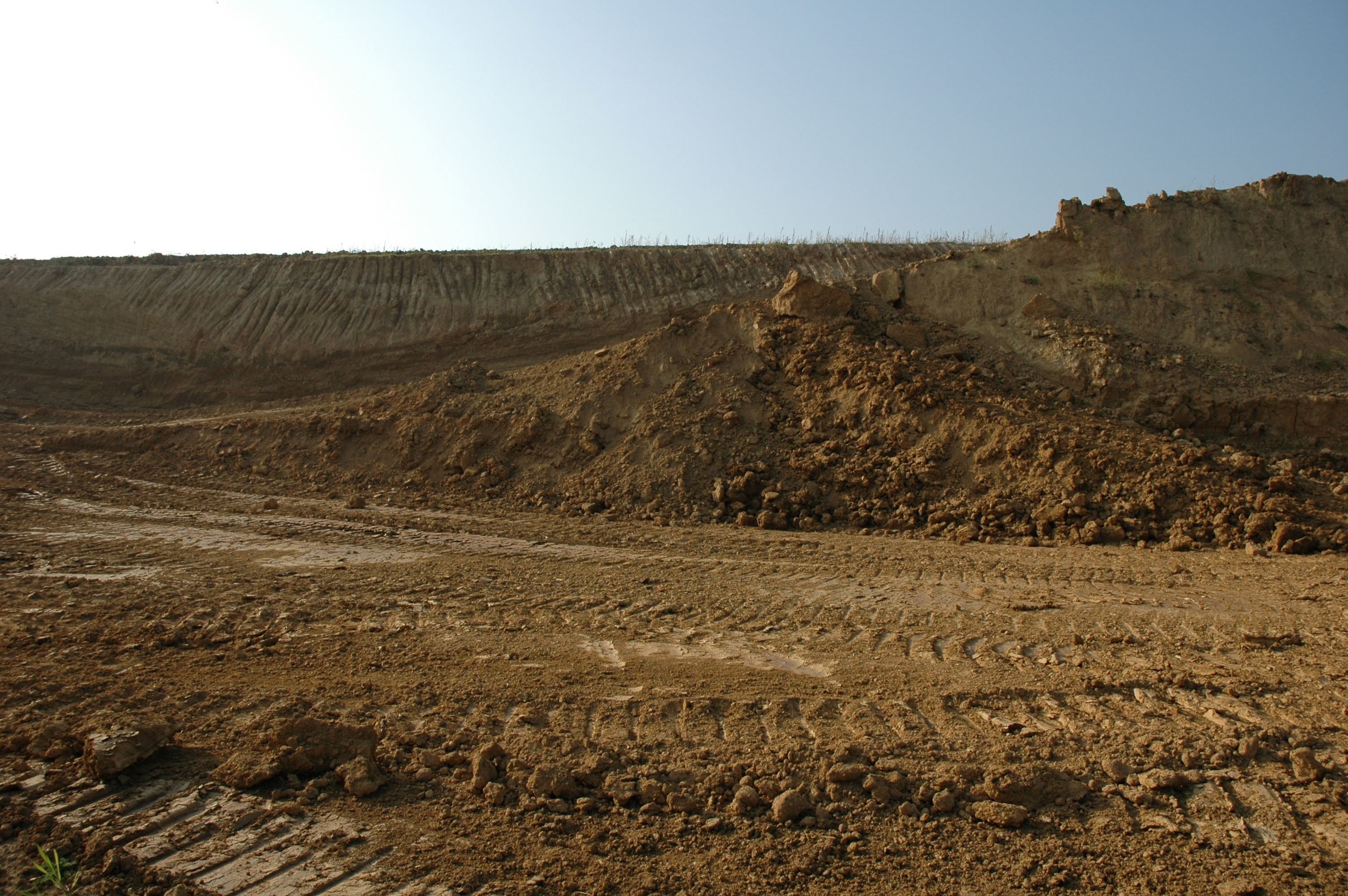
Глиниста рівнина

Гли́нисті поро́ди — група порід, що складені головним чином глинистими мінералами (каолініт, гідрослюди, монтморилоніт, палигорськіт та інші), розмір часток яких не перевищує 0,01 мм у діаметрі, та тонкими уламками інших мінералів.

## Загальний опис
Глинистими породами називається група осадових неметаморфізованих гірських порід, які складаються, в основному, з тонких (менше 0,01 мм) фракцій переважно глинистих мінералів.
Глини — осадові землисті гірські породи, які утворюють з водою тістообразну масу, яка зберігає при висиханні придану їй форму, а після випалення одержану твердість каменю. Глини складаються з глинистих мінералів (каолініту, галуазіту, монтморілоніту, гідрослюд і ін.) і домішків (кварц, гідроокиси заліза, карбонати і ін.). При значному вмісті піщаних зерен глини переходять в суглинки.
Суглинки — пухкі відклади, які містять 30–50 % частинок глинистої фракції і 70–50 % уламкуватого матеріалу фракцій крупніших за 0,01 мм. Переважно суглинки містять 10–30 % глинистих частинок менших 0,005 мм, які визначають їх пластичність.
Лес і лесовидні суглинки є дисперсними полімерними породами землистої структури. По механічному складу вони характеризуються перевагою фракцій з розміром частинок 0,05–0,01 мм і 0,01–0,005 мм.
Головними хімічними компонентами глинистих порід є SiO2, Al2O3, H2O, в підлеглих кількостях присутні TiO2, Fe2O3, FeO, MnO, MgO, CaO, Na2O, K2O, SO3 і органічні речовини.
По кількості глинозему (Al2O3) в прогартованому стані глинисті породи підрозділяються на високоглиноземні (>45 %), високо основні (38–45 %), основні (28–38 %), напівкислі (14–28 %) і кислі (<14 %).
Глинисті породи підрозділяються також на зцементовані і незцементовані. Цементування породи здійснюється в результаті дії на неї вапнякового, кременистого, залізистого, ґіпсового та інших цементів.
Найбільш затверділими і міцними глинистими породами є алеврити. Вони відносяться до древніших і залягають на значній глибині. Зцементовані алеврити називають алевролітами. Для алевролітів характерно слабке розмокання у воді. Але особливо важко розмиваються аргіліти — глинисті породи, що зцементовані кремнеземом.
Незцементовані пухкі глинисті породи, як правило, швидко розмокають у воді. Залежно від вмісту в цих породах частинок крупністю менше 5 мкм вони підрозділяються на супіски (3–10 %), суглинки (10–30 %) і глини (30 % і більше).
Крім глинистих мінералів, що представлені дрібнішими кристалами розміром до декількох мікронів, до складу глинистих ґрунтів входять уламки кварцу, польових шпатів та інших мінералів.
До складу глинистих ґрунтів у різних співвідношеннях входять глинисті, пилуваті та піщані частки. Властивості цих ґрунтів у багатьох випадках визначаються мінеральним складом саме глинистої фракції. Важливе значення мають такі глинисті мінерали, як каолініт, іліт і монтморилоніт.

## Утворення
Аргілітизація (рос. аргилизация, англ. argillization, нім. Argillisation, Argillisierung) -
1. Процес гідротермального метасоматичного заміщення глинистими силікатами мінералів магматичних комплексів під впливом постмагматичних розчинів.
2. Перетворення гірських порід у глини при процесах хімічного вивітрювання.

## Різновиди
Аргіліт (рос. аргиллит, англ. argillyte, нім. Tonschiefer, Argillit) —

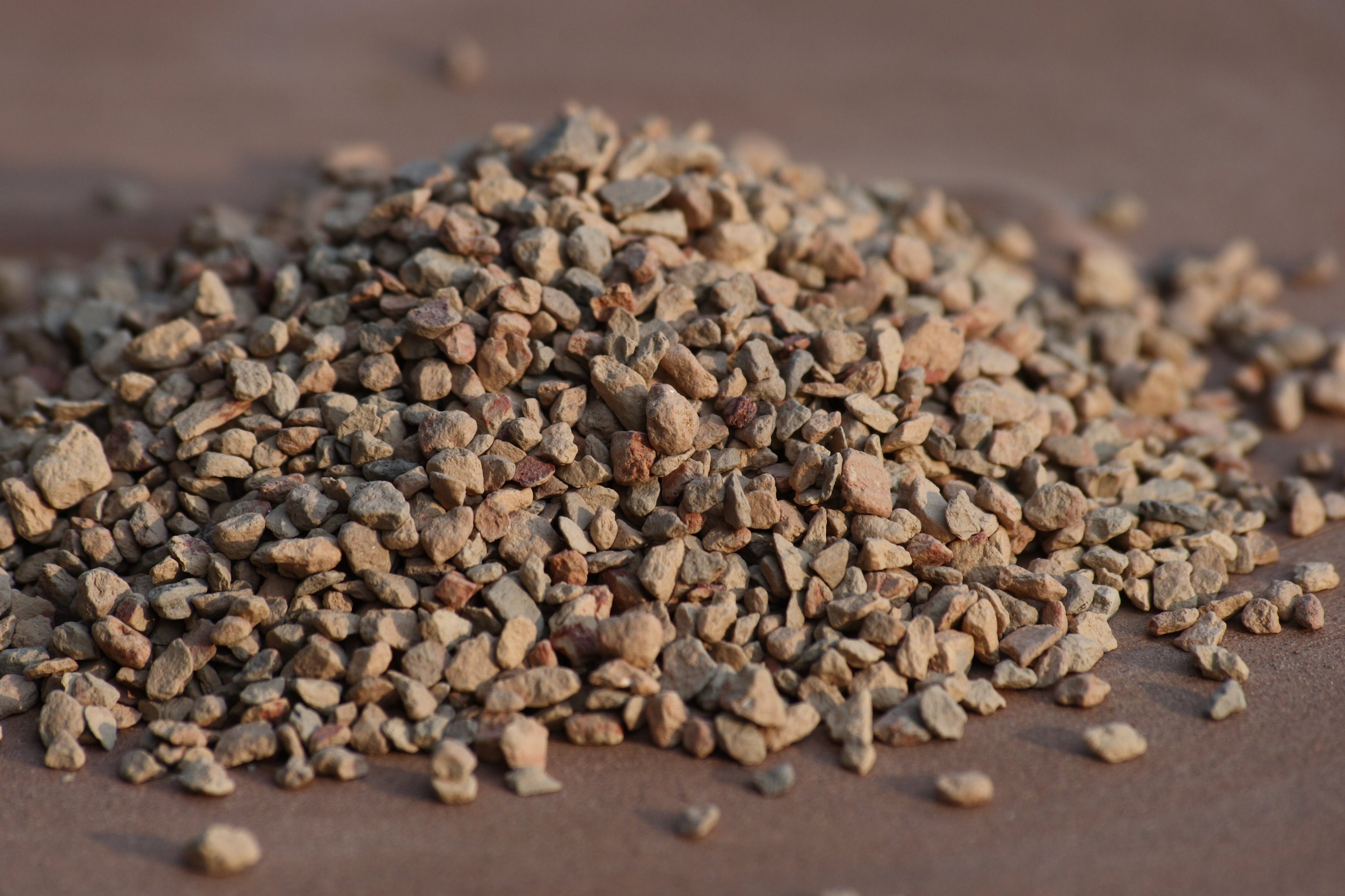
Грубо розмелений аргіліт

осадова гірська порода, що утворюється внаслідок ущільнення, зневоднювання та цементації глин. У воді не розмокає. Застосовується як сировина для виробництва цементу, керамзиту і (рідше) будівельної кераміки. Каолінові аргіліти з домішкою ґіббситу використовуються як вогнетриви (флінтклей).
Покривний суглинок — малопотужний шар безвалунного суглинку, який вкриває різні форми рельєфу в області плейстоценового зледеніння. Генезис вивчений недостатньо. Є думка про його формування у прильодовиковій області.
Мергелистий суглинок (рос. мергелистый суглинок, англ. marl, marly loam; нім. Mergellehm m) — суглинок, багатий на карбонати.
Суглинки валунні — містять значну домішку безладно розподілених валунів. Найчастіше являють собою морени, однак можуть мати й інший генезис, наприклад, селевий, делювіальний.
Суглинки лесовидні — пухкі породи схожі на лес (крупність зерен, пористість тощо), але для них характерна більша глинистість, присутність грубого піщаного й навіть галькового матеріалу, наявність шаруватості. Розрізняють суглинки лесовидні різного походження — річкового, озерного, алювіального, пролювіального та ін.

### Родовища
За умовами утворення, речовинним і мінеральним складом промислові родовища глинистих порід, що забезпечують потреби ринку в глинистій сировині, поділяються на такі геолого-промислові типи:
- Елювіальні родовища, які сформувались внаслідок вивітрювання магматичних, метаморфічних і осадових порід та накопичення на їх місці глинистих продуктів вивітрювання цих гірських порід.

- Осадові родовища, що утворюються внаслідок перенесення та відкладення в іншому місці продуктів механічного та хімічного руйнування гірських порід, підрозділяються на континентальні і морські.

До континентальних осадових родовищ слід відносити:
- озерні й озерно-болотні родовища, які утворюються при відкладенні на дні прісноводних озер глинистих мінералів;
- схилові родовища глин, які утворюються на схилах річкових долин, пагорбів і гір у результаті сповзання продуктів вивітрювання корінних порід;
- алювіальні родовища, які сформувались у результаті зносу і відкладення глинистих продуктів вивітрювання в руслах річок;
- моренні родовища, які утворюються за рахунок глинистого матеріалу, захопленого і перенесеного льодовиками і відкладеного під час їхнього танення;
- пролювіальні, які утворюються в крайових частинах конусів виносу та біля підніжжя гір тимчасовими потоками;
- флювіогляціальні (озерно-льодовикові) родовища, які утворюються в результаті перемиву морени потоками талих вод льодовика і відкладів глинистих частинок у озерних западинах.

Морські родовища глин утворюються в порівняно мілководних зонах шельфу як у відкритому морі, так і у затоках та лагунах, на ділянках, що не піддаються інтенсивному і хвилеприбойному впливу та впливу хвиль, а також поза зонами інтенсивних придонних течій:
- родовища відкритих частин шельфу. Мають найбільше промислове значення. Вони сформовані за рахунок відкладень глинистих мінералів у відносно мілководних частинах шельфу;
- прибережно-морські родовища. Вони утворюються за рахунок відкладення глинистої речовини на глибинах до 50 м у бухтах, затоках, підводних частинах річкових дельт, між прибережними островами;
- вулканогенно-осадові родовища глин. Вони виникають шляхом підводного «розкладання» вулканічного попелу і туфів без їхнього суттєвого перевідкладання.

Метаморфогенні родовища глинистих порід утворюються внаслідок різних фізико-механічних факторів.

## Види
Глинисті породи розподіляють на різновиди за: показниками пластичності та текучості, відносними деформаціями набухання без навантаження, просідання та здіймання, відносним вмістом органічних речовин, ступенем засоленості, температурою.
У залежності від ступеня цементації й ущільнення серед глинистих порід слід виділяти:
- Глини — землисті незцементовані гірські породи, утворені частинками розміром менше 0,01 мм переважно глинистих, а також інших мінералів, що здатні з водою утворювати пластичну тістоподібну масу, яка при висиханні зберігає надану форму, а після випалювання набирає твердість каменю і міцність.
- Суглинки — пухкі відклади, що складаються із 30–50 % тонкодисперсних частинок розміром менших за 10 мкм (0,01 мм) та уламкового матеріалу фракцій більших за 0,01 мм.
- Супіски — пухкі відклади, що складаються на 70–90 % із алеврито-піщаного матеріалу та на 10–30 % із частинок розміром менше 0,01 мм.
- Глинисті сланці — метаморфічні щільні сланцюваті породи, що складаються з гідрослюд, хлориту, іноді каолініту, реліктів інших глинистих мінералів, кварцу, польового шпату та інших неглинистих мінералів.
- Аргіліти — каменеподібні породи, утворені внаслідок ущільнення, дегідратації та цементації глин, які розмочуються у воді лише після подрібнення.
- Алеврити (грец. αλευρον — борошно) — рихла уламкова осадова порода, за розміром окремих уламків проміжна між піщаними та глинистими породами. Переважний розмір зерен алевритів 0,1–0,01 мм. Алеврити виділено в окрему осадову породу за пропозицією рад. петрографа О. М. Заварицького.
- Алевроліти — зцементовані осадові породи, що складаються переважно з частинок алевритової фракції розміром 0,01–0,1 мм.
- Лес — пухка нешарувата осадова порода світло-жовтого кольору, яка складається переважно із зерен кварцу, польових шпатів, слюди і інших мінералів із загальною пористістю 40–55 %, вапнякувата.

Класифікація за мінеральним фракційним та хімічним складом глинистих порід
За мінеральним складом (вміст переважаючих мінералів більше 50 %) глинисту сировину належить поділяти (ДСТУ Б В. 2.7-60—97) на групи:
- каолінітові,
- монтморилонітові,
- гідрослюдисті,
- гідрослюдисто-каолінітові,
- монтморилоніто-каолінітові,
- монтморилоніто-гідрослюдисті
- полімінеральні (містять три і більше глинистих мінералів) глини.

У залежності від вмісту тонкодисперсних фракцій (вміст часток розміром менше 10 мкм (0,01 мм) і 1 мкм (0,001 мм) глинисту сировину слід поділяти (ДСТУ Б В. 2.7-60—97) на групи:
- грубо-,
- низько-,
- середньо-
- високодисперсні.

За вмістом оксиду алюмінію у прожареному стані глинисті породи слід розподіляти (ДСТУ Б В. 2.7-60—97) на:
- високоглиноземисті (Al2O3 понад 45 %);
- високоосновні (Al2O3 38–45 %);
- основні (Al2O3 28–38 %);
- напівкислі (Al2O3 14–28 %);

кислі (Al2O3 менше 14 %).
За вмістом барвних оксидів (TiO2, Fe2O3) у прожареному стані глинисті породи слід розподіляти (ДСТУ Б В. 2.7-60—97) на групи:
- з дуже низьким вмістом барвних оксидів (TiO2 і Fe2O3 — в сумі до 1,0 %);
- з низьким вмістом барвних оксидів (TiO2 — менше 1,0 %, Fe2O3 — менше 1,0 %);
- із середнім вмістом барвних оксидів (TiO2 — від 1,0 до 2,0 % включно, FFe2O3 — від 1,0 до 3,0 % включно);
- з високим вмістом барвних оксидів (TiO2 — більше 2,0 %, Fe2O3 — більше 3,0 %).

## Склад
Головними хімічними компонентами глинистих порід є SiO2, Al2O3, H2O3, у підпорядкованих кількостях присутні TiO2, Fe2O3, FeO, MnO, MgO, CaO, NaO, KO, SO і органічні речовини.

## Характеристики
Найважливішими технологічними властивостями глинистих порід, що визначають їхнє використання у промисловості, є
- пластичність,
- вогнетривкість,
- спікливість,
- спучування,
- набухання,
- чутливість до сушіння,
- повітряна усадка,
- вогнева усадка,
- сорбційна властивість,
- зв'язуюча властивість,
- укривання,
- покривна властивість,
- властивість утворювати стійкі суспензії з надлишком води,
- відносна хімічна інертність.

## Властивості
До фізико-механічних властивостей глин відносять: густину, пластичність, пористість, розмокання, набухання, водопроникність, природну вологість, максимальну молекулярну вологоємність, структурну в'язкість, опір зсуву, липкість.

## Господарське значення
Глинисті породи застосовуються практично у всіх галузях народного господарства.
Основна маса глинистих порід використовується у виробництві виробів будівельної, грубої і тонкої кераміки, вогнетривких і тугоплавких матеріалів, цементу, а також для виробництва керамзиту, очищення нафтопродуктів і жирів, для обгрудкування залізорудних і флюоритових концентратів, у ливарному виробництві, буровій справі, хімічній промисловості.
Крім того, глинисті породи служать як будівельний матеріал під час будівництва невеликих споруд, як наповнювач у паперовій, фармацевтичній, парфумерній промисловості, у сільському господарстві, виноробній, комбікормовій, харчовій, текстильній промисловості.
Як сорбенти і відбілювачі глинисті породи (головним чином природні й активовані бентонітові глини) застосовуються для очищення та освітлення нафтопродуктів (бензину, гасу, мастильних олив, рослинних олій і тваринних жирів. Деякі види освітлюючих глин використовуються для очищення оцту, вина, фруктових соків тощо. Оцінка їхньої придатності проводиться за величиною сорбційної активності й індексу активності.
Глинисті породи, що використовуються як сорбенти і коагулянти у харчовій промисловості, оцінюються за зерновим складом, вологістю, вмістом вільної H2SO4, фільтрувальними й відбілювальними властивостями.
Деякі строкаті залізисті глини застосовуються у виробництві фарб як мінеральні пігменти. У залежності від кольору такі пігменти називаються вохра, мумія, умбра, болюс тощо. Властивість фарби робити невидимим (не просвічувати) колір поверхні, що фарбується, називається покриванням. Вона визначає витрати фарби і позначається в грамах на квадратний метр сухого пігменту або готової фарби.
Деякі різновиди глин (палигорськітові, монтморилонітові, бейделітові) мають властивість у природному стані утворювати з надлишком води стійкі суспензії, що перешкоджають осіданню великих частинок, які потрапили до них. На цьому ґрунтується застосування глинистих розчинів під час буріння свердловин, а також при виливанні керамічних виробів, створенні пастоподібних мас, у виробництві тканин тощо.

## В Україні
Враховані Державним балансом запасів України запаси суглинку категорій А+В+С1 складають 1 472 234 тис. м³, категорії С2 — 57 821 тис. м³. З них розробляються відповідно 648 923/16 456 тис. м³.

## Ґрунти
Глинисті ґрунти — клас ґрунтів за гранулометричним складом, де вміст фізичної глини у підзолистих ґрунтах становить понад 50 % (у випадку чорноземних ґрунтів понад 60 %, а у випадку солонців — 40 %).
Гранулометричний склад ґрунту — це співвідношення гранулометричних фракцій (механічних елементів), що виражено у відсотках. Назва класу і підкласу ґрунтів визначається згідно результатів аналізу гранулометричного складу, який визначають методом піпетки Качинського (базується на врахуванні швидкості осідання часток різного розміру в рідкому середовищі).
Механічні елементи поділяються за розмірами на: каміння понад 3 мм, гравій 1-3, крупний пісок 0,5-1, середній пісок 0,25-0,5, дрібний пісок 0,05-0,25, крупний пил 0,01-0,05, середній пил 0,005-0,01, дрібний пил 0,001-0,005, грубий мул 0,0005-0,001, тонкий мул 0,0001-0,0005, колоїди менш як 0,0001 мм.
Згідно класифікації механічних елементів Сибірцева М. М. все що понад 1 мм називають скелетом ґрунту, менше — дрібноземом, серед якого виділяють дві фракції: фізичний пісок (понад 0,01 мм) і фізичну глину (менш як 0,01 мм). Подальша класифікація ґрунтів за гранулометричним складом відбувається за Н. А. Качинським з урахуванням умісту фізичної глини і типу ґрунтоутворення. Підклас ґрунту визначається за гранулометричним складом і вказує на переважання конкретної фракції механічних елементів (піщано-пилуватий, пилувато-мулуватий тощо).
Наприклад для солонців, солонцюватих ґрунтів Клас ґрунту за грануло-метричним складом визначається згідно умісту фізичної глини — Пісок: пухкий 0-5 %, зв'язний 5-10 %, Супісок 10-15 %, Суглинок: легкий 15-20 %, середній 20-30 %, важкий 30-40 %, Глина: легка 40-50 %, середня 50-65 %, важка понад 65 %.
Глинисті ґрунти завжди вважалися досить родючими в зв'язку з вищою ємністю вбирання і вищою вологоємністю. Залежно від ландшафтних особливостей формуються досить родючі, багаті на гумус і пожині речовини ґрунти, головним недоліком яких є недостатня зволоженість, підвищена щільність складення і не дуже сприятливі фізичні властивості. До класу глинистих ґрунтів найчастіше відносяться усі підтипи чорноземів, темно-сірі-опідзолені, деякі різновиди дернових, лучних, лучно-болотних і болотних ґрунтів, каштанові, буроземи та інші.